# Elfrico de Eynsham
Elfrico ou Alfrico de Eynsham (em inglês antigo: Ælfrīc; em latim: Alfricus, Elphricus) (c. 955 – c. 1010) foi um abade inglês e aluno de Etelvoldo de Winchester, bem como um consumado e prolífico escritor em inglês antigo de hagiografias, homilias, comentários bíblicos, e outros gêneros. É também conhecido por Elfrico, o Gramático (Alfricus Grammaticus), Elfrico de Cerne, e Elfrico, o Homilista. Na opinião de Peter Hunter Blair, ele foi "um homem comparável tanto na quantidade de seus escritos quanto na qualidade de sua mente, até mesmo com o próprio Beda". De acordo com Claudio Leonardi, ele "representava o pináculo mais alto da reforma beneditina e da literatura anglo-saxônica".

## Vida e obras

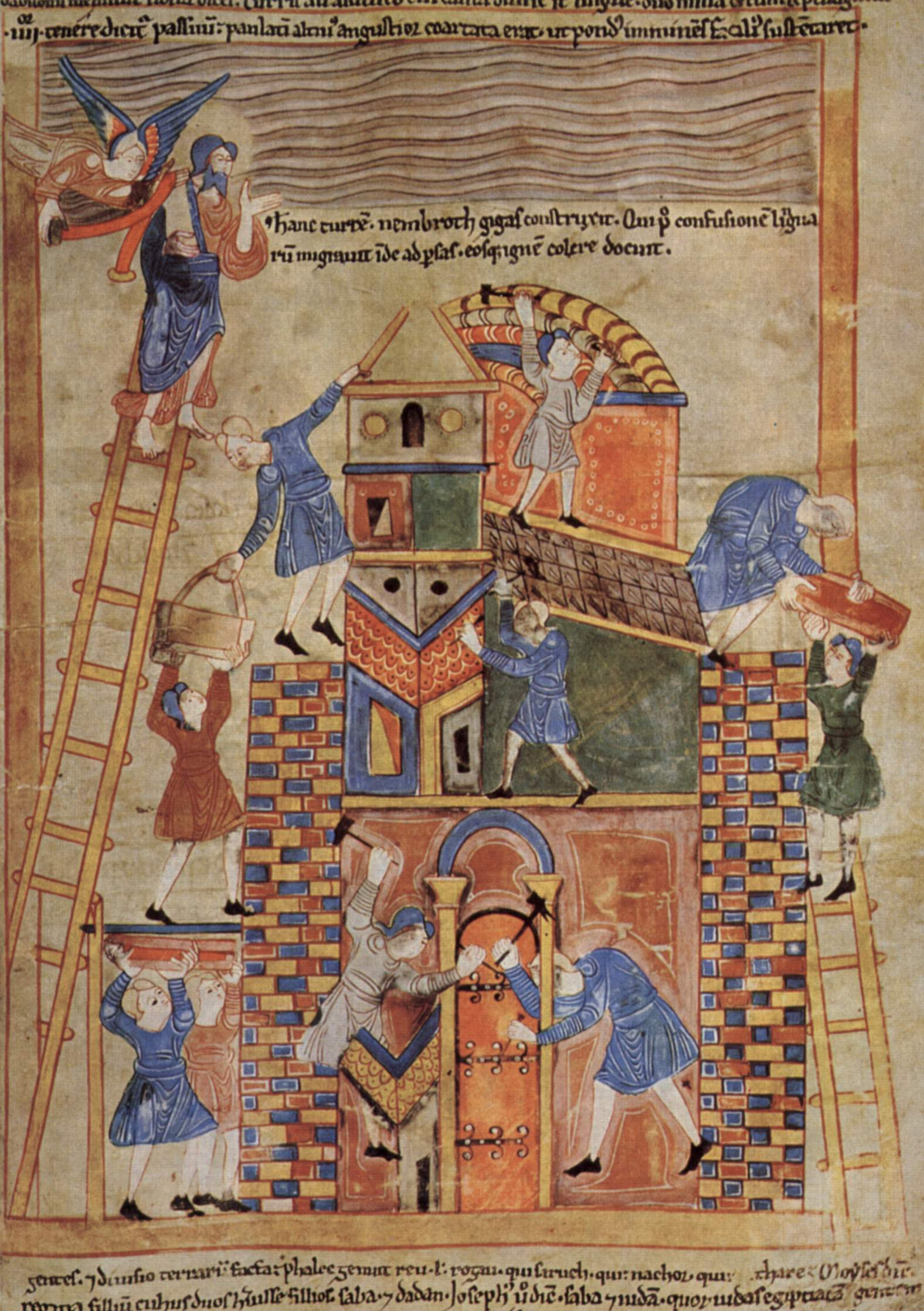
A Torre de Babel, de um manuscrito ilustrado (século XI) contendo a tradução em inglês antigo do hexateuco. Elfrico foi responsável pelo prefácio do Gênesis, assim como algumas de suas traduções. Outra cópia do texto, sem as ricas ilustrações, mas incluindo uma tradução do Livro dos Juízes, encontra-se em Oxford, na Biblioteca Bodleiana.

Elfrico foi educado no mosteiro beneditino de Old Minster, em Winchester, sob a direção de São Etelvoldo, que foi bispo naquele local de 963 a 984. Etelvoldo deu continuidade à tradição de Dunstano em seu governo da abadia de Abingdon e, em Winchester, continuou seus extenuantes esforços. Parece ter realmente tomado parte nas atividades de ensino da abadia.
Elfrico, sem dúvida, ganhou reputação de estudioso em Winchester, e em decorrência disto, em 987, quando a abadia de Cerne (Cerne Abbas, em Dorset) foi concluída, ele foi enviado, pelo bispo Alfege, o sucessor de Etelvoldo, a pedido do chefe benfeitor da abadia, o ealdormano Etelmar, o Robusto, para ser professor dos monges beneditinos naquela localidade. Esta data (987) é apenas uma das duas datas certas que temos sobre Elfrico, que estava então em ordens sacerdotais. Etelmar e seu pai Etelvardo eram os mecenas esclarecidos dos processos de ensino e aprendizagem, e se tornaram amigos fiéis de Elfrico.
Foi em Cerne, e em parte, ao que parece, por desejo de Etelvardo, que Elfrico planejou as duas séries de suas homilias inglesas (ed. Benjamin Thorpe, 1844-1846, para a Sociedade Elfrico, e mais recentemente, por Malcolm Godden e Peter Clemoes para a Early English Text Society), compiladas dos padres cristãos, e dedicadas a Sigerico, Arcebispo da Cantuária (990-994). O prefácio, em latim, da primeira série enumera algumas das autoridades pesquisadas por Elfrico, a principal delas foi Gregório, o Grande, mas a curta lista não exaure todos os autores consultados. No prefácio do primeiro volume, Elfrico lamenta que, à exceção das traduções de Alfredo, os ingleses não tinham meios de aprender a verdadeira doutrina, tal como explanada pelos padres da Igreja, em latim. O professor Earle (A.S. Literature, 1884) acha que ele objetivou corrigir os livros apócrifos, e as ideias supersticiosas modernas, ensinando a partir das antigas Blickling homilies.
A primeira série de quarenta homilias é dedicada à exposição clara e direta dos principais eventos do ano cristão; a segunda aborda mais plenamente a doutrina e a história da Igreja. Os ensinamentos de Elfrico sobre a eucaristia nos Canons e no Sermo de sacrificio in die pascae (ibid. ii.262 seq.) foram utilizados pelos escritores da Reforma Protestante como prova de que a igreja primitiva inglesa não seguia a doutrina romana da transubstanciação.
Após as duas séries de homilias, escreveu três trabalhos para auxiliar os alunos a aprenderem latim, a Gramática (Grammar), o Glossário (Glossary) e o Colóquio (Colloquy). Em Gramática, ele traduziu a gramática latina para o inglês, criando o que é considerado a primeira gramática latina vernacular da Europa medieval. Seu glossário é singular na medida em que as palavras não estão em ordem alfabética, mas agrupadas por temas. Finalmente, o seu Colóquio foi concebido para ajudar os alunos a aprender a falar latim através de um manual de conversação. É certo afirmar que o projeto inicial dele, e posteriormente ampliado por seu aluno Elfrico Bata, foi feito por Elfrico, e representa como eram os seus dias de estudante.
Uma terceira série de homilias, a Lives of the Saints, (hagiografia) data de 996 a 997. Alguns dos sermões da segunda série foram escritos em um tipo de rítmica, prosa aliterativa, e nas Lives of the Saints (ed. Walter William Skeat, 1881-1900, para a Early English Text Society), a prática é tão comum que a maioria delas são organizadas como versos pelo professor Skeat. Anexadas ao Lives of the Saints há duas homilias: On False Gods e The Twelve Abuses. A primeira mostra como a Igreja ainda lutava contra a antiga religião das Ilhas Britânicas, assim como contra a religião dos invasores dinamarqueses.
Por desejo de Etelvardo, Elfrico iniciou também uma paráfrase de partes do Antigo Testamento, mas sob protesto, porque temia que a sua ampla divulgação pudesse levar os ignorantes a acreditar que as práticas das tribos de Israel fossem ainda aceitáveis para os cristãos. Não há nenhuma prova de que tenha permanecido em Cerne, e sugere-se que essa parte de sua vida foi passada principalmente em Winchester; mas seus escritos para os patronos de Cerne, e o fato de que ele escreveu em 998 seu Canons como uma carta pastoral para Vulfsige, bispo de Sherborne, a diocese na qual o mosteiro estava situado, dá a presunção de que continuou a morar lá.
1005 é a outra data comprovada que temos em relação à vida de Elfrico, quando deixou Cerne e seguiu para o novo mosteiro mandado construir pelo nobre Etelmar, em Eynsham, uma longa jornada de quase 140 quilômetros para o interior, em direção a Oxford. Ali viveu sua vida como o primeiro abade de Eynsham, de 1005 até sua morte. Após receber seu novo cargo, Elfrico escreveu sua Letter to the Monks of Eynsham, um resumo para os seus próprios monges do De consuetudine monachorum, de Etelvoldo de Winchester, adaptado às suas ideias rudimentares de vida monástica; uma carta para Vulfogeto de Ylmandun; uma introdução ao estudo do Antigo e do Novo Testamentos (por volta de 1008, editado por William L'Isle em 1623); a vida, em latim, de seu mestre Etelvoldo; uma carta pastoral para Vulfstano, arcebispo de Iorque e bispo de Worcester, em latim e inglês; e uma versão inglesa do De Temporibus de Beda.
A última menção ao abade Elfrico, provavelmente, o Gramático, está em um testamento datado de cerca de 1010.
Elfrico foi um monge consciencioso, que deixou instruções cuidadosas para futuros escribas para copiarem seus trabalhos com atenção, porque não queria que suas obras trazendo palavras acadêmicas e de salvação, fossem marcadas pela introdução de passagens pouco ortodoxas e erros dos copistas. Através dos séculos, contudo, os sermões de Elfrico foram ameaçados pelo terrorismo dos machados viquingues e pelas banalidades perigosas da negligência humana, quando - cerca de 700 anos após sua composição - foram quase perdidos no incêndio da Biblioteca Cotton em Londres, que chamuscou ou destruiu cerca de 1.000 inestimáveis trabalhos antigos.
Elfrico foi o mais prolífico escritor em Inglês Antigo. Seu tema principal é a misericórdia divina. Escreveu, por exemplo: "O amor com que Deus ama não é ocioso. Ao contrário, é forte e opera sempre grandes coisas. E se o amor não está disposto a trabalhar, então não é amor. O amor de Deus deve ser visto nas ações de nossas bocas, e mentes, e corpos. A pessoa deve cumprir a palavra de Deus com bondade". (“Para o Domingo de Pentecostes”)
Ele também observa em For the Sixth Day (Friday) in the Third Week of Lent, e em For the First Sunday After Pentecost: "E nós devemos adorar com humildade verdadeira, se quisermos que nosso Deus celestial nos ouça, porque Deus é aquele que vive nas alturas e ainda tem consideração para com os mais humildes, e Deus está sempre perto daqueles que sinceramente clamam por Ele nas suas angústias... Sem humildade ninguém pode prosperar no Senhor."
Contrasta este princípio orientador da misericórdia divina com os sermões estrondosos e incisivos do arcebispo Vulfstano. Elfrico de modo algum expressou a opinião popular do seu tempo. Suas ideias avançadas em relação às mulheres (embora não fossem pontos de vista 'modernos') e sua postura firme em relação à 'clǽnnes', ou pureza, foram mais radicais do que a de outros contemporâneos (ver, por exemplo, a sua homilia sobre Judite). Isto, sem dúvida, tem relação com o período em que esteve à serviço do reformador monástico, Santo Etelvoldo, no mosteiro de Winchester.

## Identificação
Até o final do século XIX, a verdadeira identificação do Elfrico tinha sido problemática, principalmente porque Elfrico tinha sido muitas vezes confundido com Elfrico de Abingdon, que foi Arcebispo da Cantuária. Embora anteriormente Elfrico tenha sido confundido com o arcebispo, graças ao trabalho de John Lingard e Eduard Dietrich, a maioria dos estudiosos modernos, agora, identifica Elfrico como detentor de nenhum cargo mais alto do que o abade de Eynsham. Entretanto, no passado, houve tentativas para identificá-lo com três pessoas diferentes:
1. Como dito acima, Elfrico foi identificado com Elfrico de Abingdon (995-1005), arcebispo da Cantuária. Esta opinião foi confirmada por John Bale;[5] por Humfrey Wanley;[6] por Elizabeth Elstob;[7] e por Edward Rowe Mores, Ælfrico, Dorobernensi, archiepiscopo, Commentarius (ed. G. J. Thorkelin, 1789), nas quais as conclusões dos autores anteriores sobre Elfrico são revistas. Mores fez de Elfrico o abade de Santo Agostinho em Dover e, finalmente, arcebispo da Cantuária.
2. Sir Henry Spelman, em seu Concina ...[8] editou o Canones ad Wulsinum episcopum e sugeriu que Elfrico Putta, ou Putto, arcebispo de Iorque, fosse o autor, acrescentando algumas notas de outras relações com o nome. A identidade de Elfrico, o Gramático, com Elfrico, arcebispo de Iorque, também foi discutida por Henry Wharton, em Anglia Sacra.[9]
3. Guilherme de Malmesbury[10] sugeriu que ele foi abade de Malmesbury e bispo de Crediton.

Os principais fatos de sua carreira foram finalmente elucidado por Eduard Dietrich em uma série de artigos no Zeitschrift für historische Theologie, que formaram a base dos escritos posteriores sobre o assunto.

## Ligações para os textos originais
- As homilias, em anglo-saxão, com uma versão em inglês por B. Thorpe.
- A vida de Oswald (em latim), pg. 399 ff.

## Leituras adicionais
- Davis, Graeme.The Word Order of Ælfric. Edwin Mellen Press, 1997.
- Frantzen, Allen J. The Literature of Penance in Anglo-Saxon England. New Brunswick: Rutgers University Press, 1983.
- Gatch, Milton McC. Preaching and Theology in Anglo-Saxon England: Ælfric and Wulfstan. Toronto: University of Toronto Press, 1977.
- Godfrey, John. The Church in Anglo-Saxon England. Cambridge: Cambridge University Press, 1962.
- Grundy, Lynne. Books and Grace: Ælfric’s Theology. King’s College London Medieval Studies VI. London: King’s College, 1991.
- Hurt, James. Ælfric. New York: Twayne Publishers, Inc., 1972.
- Lutz, Cora E. Schoolmasters of the Tenth Century. Archon Books (1977).
- White, Caroline L.  Ælfric: A New Study of His Life and Writings: With a Supplementary Classified Bibliography Prepared by Malcolm R. Godden, Yale Studies in English II. 1898. Ed. Albert S. Cook. Hamden: Archon Books, 1974.
- Whitelock, Dorothy. “Two Notes on Ælfric and Wulfstan.” 1943. In History, Law and Literature in 10th-11th Century England, 122-26. Londres: Variorum Reprints, 1981.
- Wilcox, Jonathan, ed. Ælfric’s Prefaces. Durham Medieval Texts, Number 9. Durham: Durham Medieval Texts, 1994.
- Hugh Magennis and Mary Swan (eds.). A Companion to Ælfric (Leiden, Brill, 2009) (Brill's Companions to the Christian Tradition, 18).